# Castelo de Mazzè
O Castelo de Mazzè (em italiano:  Castello di Mazzè) é um castelo localizado em Mazzè no Piemonte, Itália.

## História
O castelo pertenceu à família Valperga por setecentos anos, até a sua extinção em 1840.
Foi restaurado várias vezes ao longo de sua história, incluindo os trabalhos de inspiração neogótica pelo arquiteto Giuseppe Velati Bellini no século XIX.

## Galeria

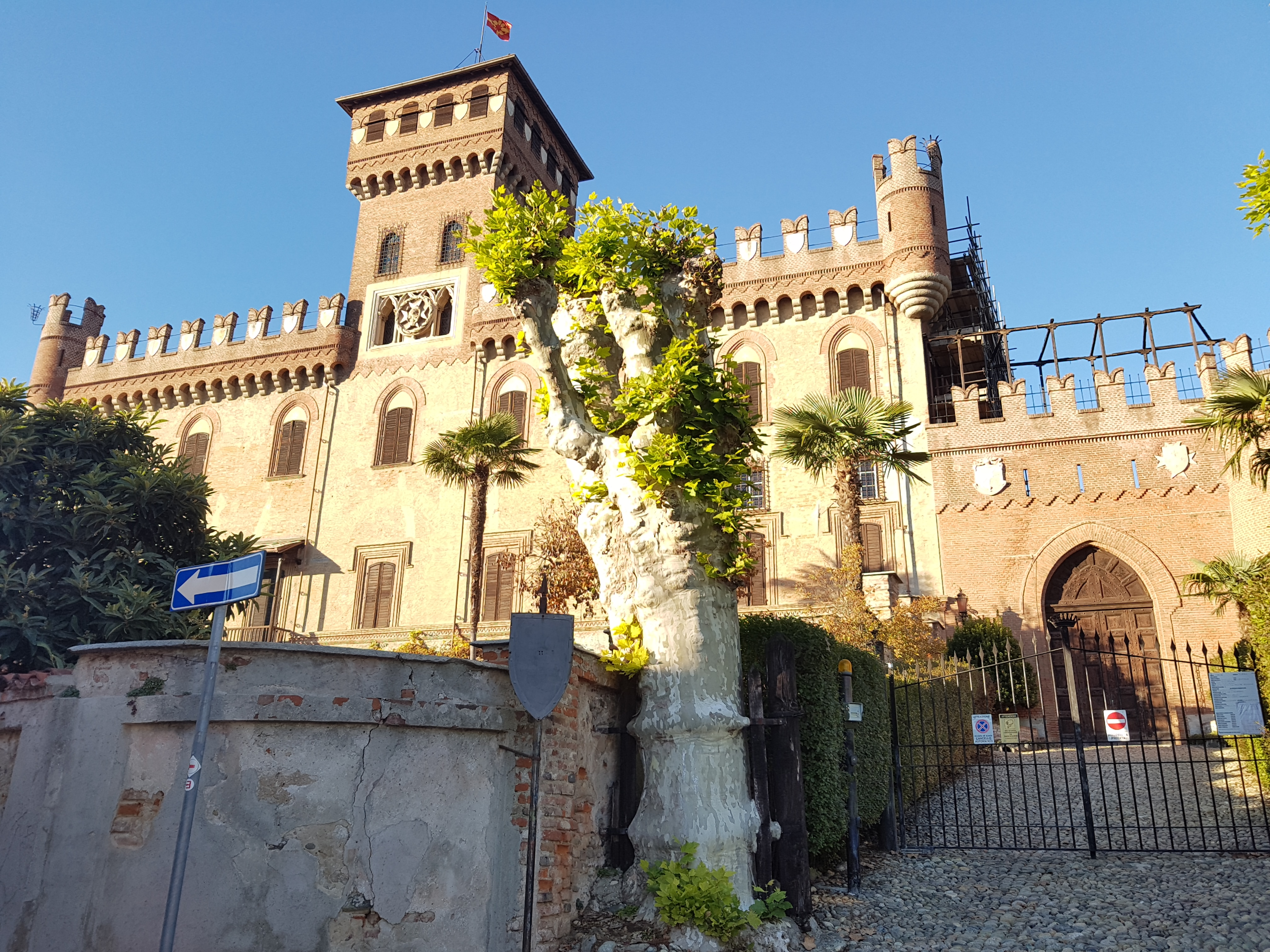
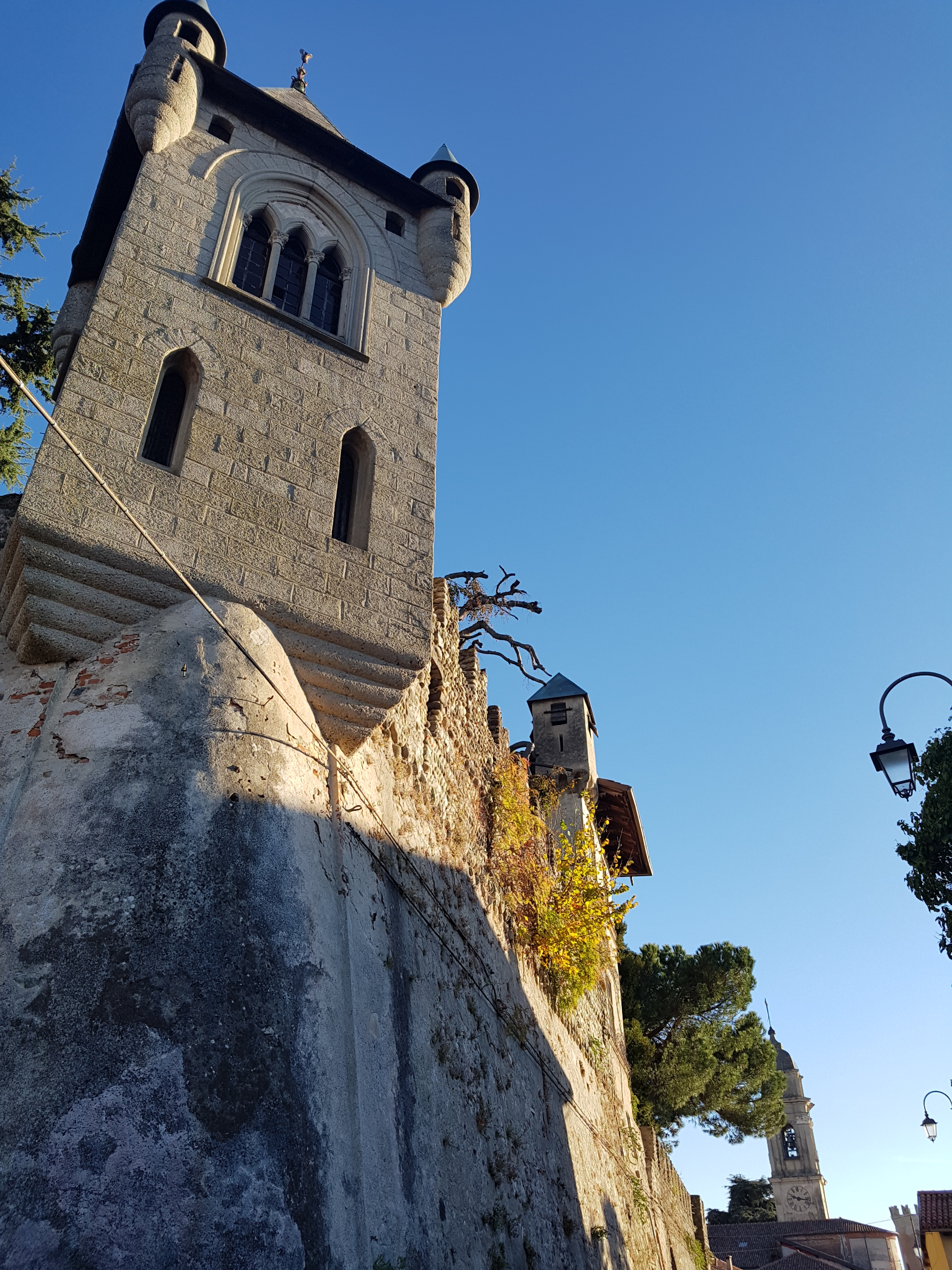
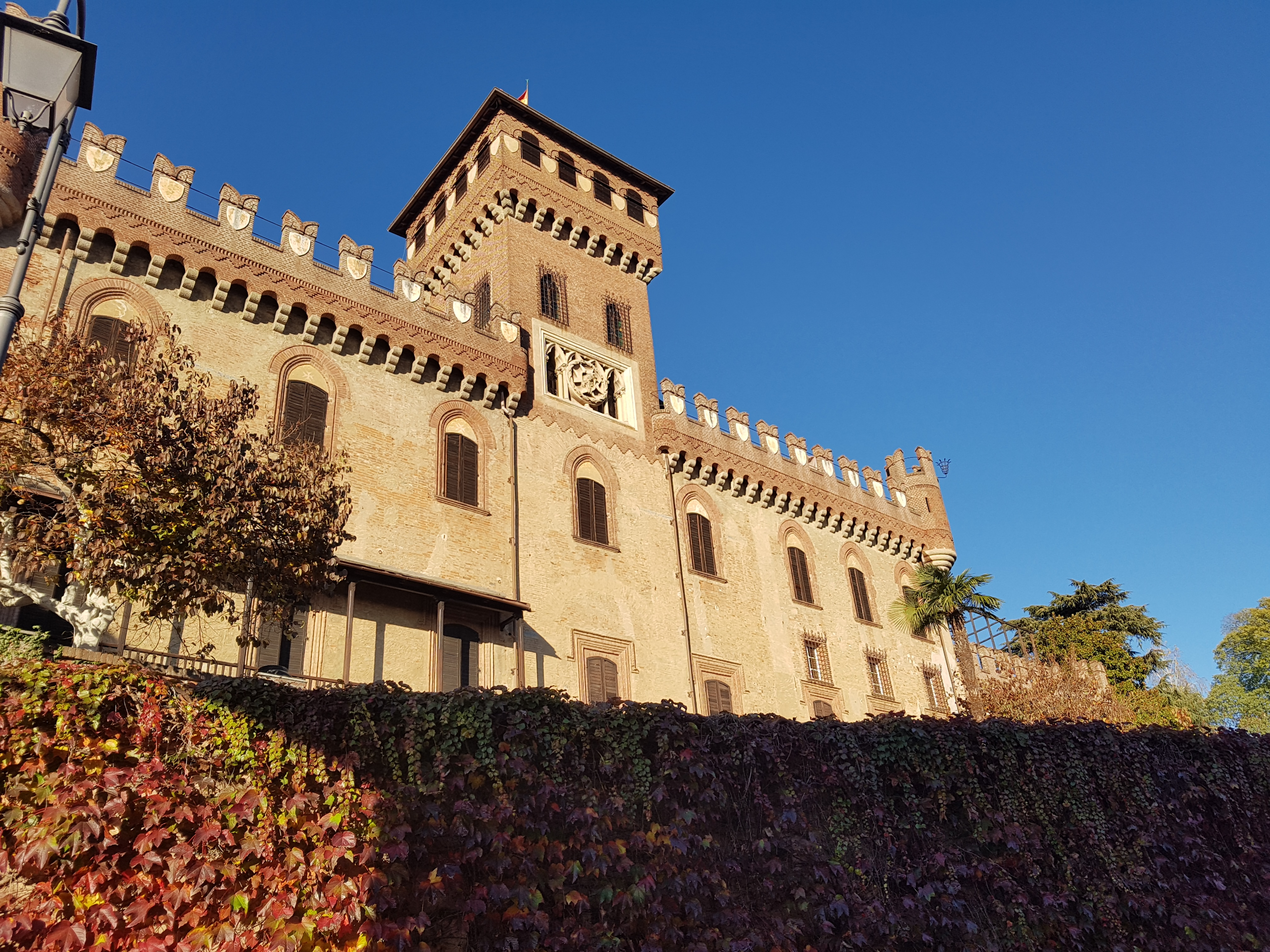